# Рибаков Дмитро Олександрович
Дмитро́ Олекса́ндрович Рибако́в (1975—2023) — український військовослужбовець, учасник російсько-української війни.

## Життєпис
Народився 19 квітня 1975 року в Баку, Азербайджан. Згодом його родина переїхала до Одеси, де він виріс.
Здобув фах історика в Одеському національному університеті імені І. І. Мечникова. Далі здобував освіту за напрямом соціологія в Яґеллонському університеті в Кракові (Польща), а також у Київській школі економіки.
Кар'єру журналіста розпочав на телеканалі «Тоніс».
Працював над аналітичними текстами для відомих українських медіа, як-от «Лівий берег», «Українська правда», «Історична правда», Chas.News. У 2019-му став редактором Forbes Ukraine.
За власним бажанням склав присягу 1 вересня 2022 року.
Служив командиром відділення 47-ї ОМБр. Під час служби, за свідченням побратимів, самостійно взяв у полон п'ять росіян.
Загинув від вибуху гранати, скинутої ворожим дроном в окоп, де перебував Дмитро. Поранення були несумісні з життям.
Нагороджений орденом «За мужність» ІІІ ступеня посмертно. Залишилися дружина та дві доньки.